# Maerua acuminata
Maerua acuminata är en kaprisväxtart som beskrevs av Oliver. Maerua acuminata ingår i släktet Maerua och familjen kaprisväxter. Inga underarter finns listade i Catalogue of Life.